# Langues kuliak
Les langues kuliak sont une petite famille de trois langues parlées dans l'Est de l'Ouganda, près de la frontière kényane.

## Classification
Selon Lionel M. Bender les langues kuliak ne sont incluses dans aucun des grands ensembles qui constituent les langues nilo-sahariennes. Elles sont, selon ce linguiste, une branche indépendante de la famille.
La place de cette petite famille de langues est discutée. Elle a été diversement classée, dans la famille afro-asiatique, par Tucker (1967), ou comme une famille isolée, par Laughlin (1975) ou Heine (1976). Pour Fleming, s'il s'agit bien de langues nilo-sahariennes, c'est un membre de la branche des langues soudaniques orientales, où l'on trouve notamment les langues nilotiques.

## Liste des langues
- kuliak occidental :
  - soo
  - nyang'i
- ik